# Wormerland
Wormerland là một đô thị ở tỉnh Noord-Holland của Hà Lan.

## Các trung tâm dân cư
Đô thị Wormerland bao gồm các trung tâm dân cư sau:  Jisp, Neck, Oostknollendam, Spijkerboor, Wijdewormer, Wormer.
Đô thị này giáp Beemster, Graft-De Rijp, Zaanstad, Oostzaan, Landsmeer và Purmerend.